# Paidi O’Brien
Paidi O’Brien (* 13. Februar 1984 in Kanturk, County Cork) ist ein ehemaliger irischer Radrennfahrer.

## Sportliche Laufbahn
Paidi O’Brien begann seine Karriere 2006 bei dem irischen Continental Team Sean Kelly Team. Bei den Straßen-Radweltmeisterschaften 2006 in Salzburg startete er im Straßenrennen der U23-Klasse, wo er den 72. Platz belegte. Ab 2007 fuhr er für die Nachfolge-Mannschaft Murphy & Gunn-Newlyn & Donnelly-Sean Kelly. Beim FBD Insurance Rás wurde O’Brien dreimal Etappenzweiter und belegte auch in der Gesamtwertung den zweiten Platz. 2008 siegte er mit seinem Team das Mannschaftszeitfahren der Vuelta a Extremadura.
Seit 2011 fährt O’Brien ohne Vertrag weiterhin Rennen, hauptsächlich in seiner irischen Heimat. 2015 wurde er nationaler Vize-Meister im Kriterium, 2018 belegte er in dieser Disziplin Rang fünf.

## Erfolge
2008
- Mannschaftszeitfahren Vuelta a Extremadura

## Teams
- 2006 Sean Kelly Team
- 2007 Murphy & Gunn-Newlyn & Donnelly-Sean Kelly
- 2008 An Post-M. Donnelly-Grant Thornton-Sean Kelly Team
- 2009 AN Post-Sean Kelly Team
- 2010 An Post-Sean Kelly